# Superfície mínima
A superfície mínima é, em matemática, uma superfície em que fixados todos os pontos do bordo, quaisquer dois pontos são ligados por infinitas curvas, sendo que uma delas é uma catenária. 
O conceito matemático está intimamente ligado com as tensões físicas como as presentes na bolha de sabão.
Exemplos dessas superfícies são:
- O plano;
- A helicoide;
- A catenoide;
- A superfície Costa.